# Offermannsberg
Offermannsberg ist ein Wohnplatz in der Gemeinde Kürten im Rheinisch-Bergischen Kreis.

## Lage und Beschreibung
Der Ort liegt auf dem Höhenrücken zwischen Kürten und Olpe. In der Nähe entspringt der Selbach, ein Nebengewässer des Olpebachs. Früher wurde der Ort eine Zeitlang Bierlenberg genannt.

## Geschichte
Die Topographia Ducatus Montani des Erich Philipp Ploennies aus dem Jahre 1715, Blatt Amt Steinbach, belegt, dass der Ort bereits 1715 als Ort mit mehreren Höfen bestand und als Berg bezeichnet wurde. Aus der Charte des Herzogthums Berg 1789 von Carl Friedrich von Wiebeking geht hervor, dass Offermannsberg zu dieser Zeit Teil der Honschaft Olpe im Kirchspiel Olpe im Landgericht Kürten war.
Unter der französischen Verwaltung zwischen 1806 und 1813 wurde das Amt Steinbach aufgelöst und Offermannsberg wurde politisch der Mairie Olpe im Kanton Wipperfürth  im Arrondissement Elberfeld zugeordnet.  1816 wandelten die Preußen die Mairie zur Bürgermeisterei Olpe im Kreis Wipperfürth. Offermannsberg gehörte zu dieser Zeit zur Gemeinde Olpe.
Der Ort ist auf der Topographischen Aufnahme der Rheinlande von 1824 als Offermannsberg und auf der Preußischen Uraufnahme von 1840 als Brerlenberg verzeichnet. Auf der Preußischen Neuaufnahme von 1892 ist er als Bierlenberg vermerkt. Später ist er auf Messtischblättern regelmäßig als Offermannsberg verzeichnet.
1822 lebten 50 Menschen im als Hof kategorisierten und Bielenberg bezeichneten Ort. 1830 hatte der Ort 56 Einwohner und wurde mit Bielenberg bezeichnet.
Der 1845 laut der Uebersicht des Regierungs-Bezirks Cöln als Weiler kategorisierte Ort besaß zu dieser Zeit 14 Wohnhäuser. Zu dieser Zeit lebten 52 Einwohner im Bierlenberg genannten Ort, davon alle katholischen Bekenntnisses. Die Gemeinde- und Gutbezirksstatistik der Rheinprovinz führt Offermannsberg 1871 mit acht Wohnhäusern und 44 Einwohnern auf.
Im Gemeindelexikon für die Provinz Rheinland von 1888 werden sieben Wohnhäuser mit 37 Einwohnern angegeben. 1895 hatte der Ort sieben Wohnhäuser und 34 Einwohner. 1905 besaß der Ort acht Wohnhäuser und 35 Einwohner und gehörte konfessionell zum katholischen Kirchspiel Olpe.
1927 wurden die Bürgermeisterei Olpe in das Amt Olpe überführt. In der Weimarer Republik wurden 1929 die Ämter Kürten mit den Gemeinden Kürten und Bechen und Olpe mit den Gemeinden Olpe und Wipperfeld zum Amt Kürten zusammengelegt. Der Kreis Wipperfürth ging am 1. Oktober 1932 in den Rheinisch-Bergischen Kreis mit Sitz in Bergisch Gladbach auf.
1975 entstand aufgrund des Köln-Gesetzes die heutige Gemeinde Kürten, zu der neben den Ämtern Kürten, Bechen und Olpe ein Teilgebiet der Stadt Bensberg mit Dürscheid und den umliegenden Gebieten kam.

## Denkmal
Am nordwestlichen Ortsausgang befindet sich ein aufwendiges Wegekreuz aus dem Jahr 1862. Es ist in der Liste der Baudenkmäler in Kürten eingetragen. Im Mittelteil sind in den Nischen die Flachreliefs der hl. Maria, der hl. Margaretha und des hl. Appolinaris dargestellt. Die Sockelinschrift ist saniert und deutlich lesbar. Sie belegt, dass das Kreuz 1862 von einer Familie aus Offermannsberg gestiftet wurde.

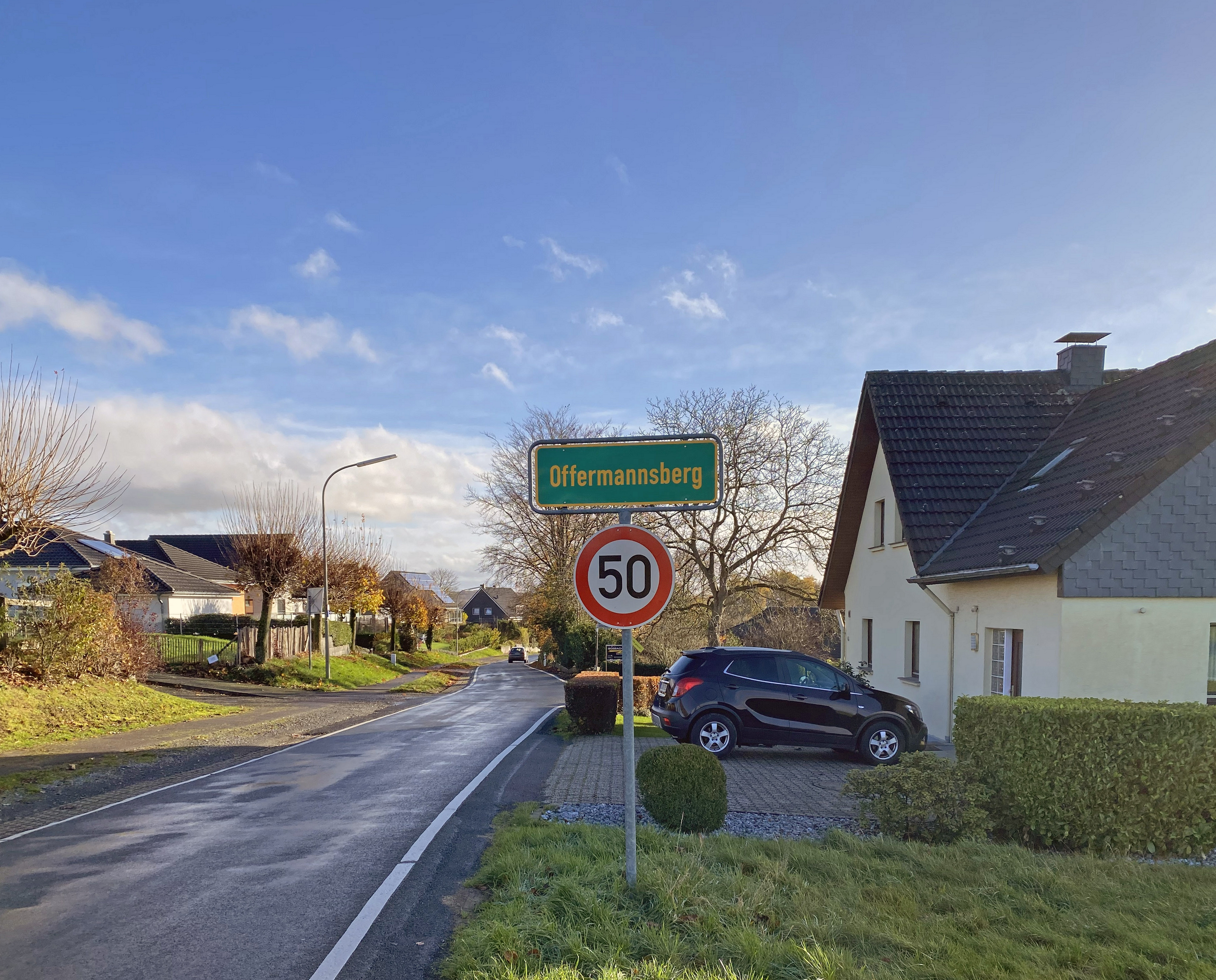
Nordwestlicher Ortseingang
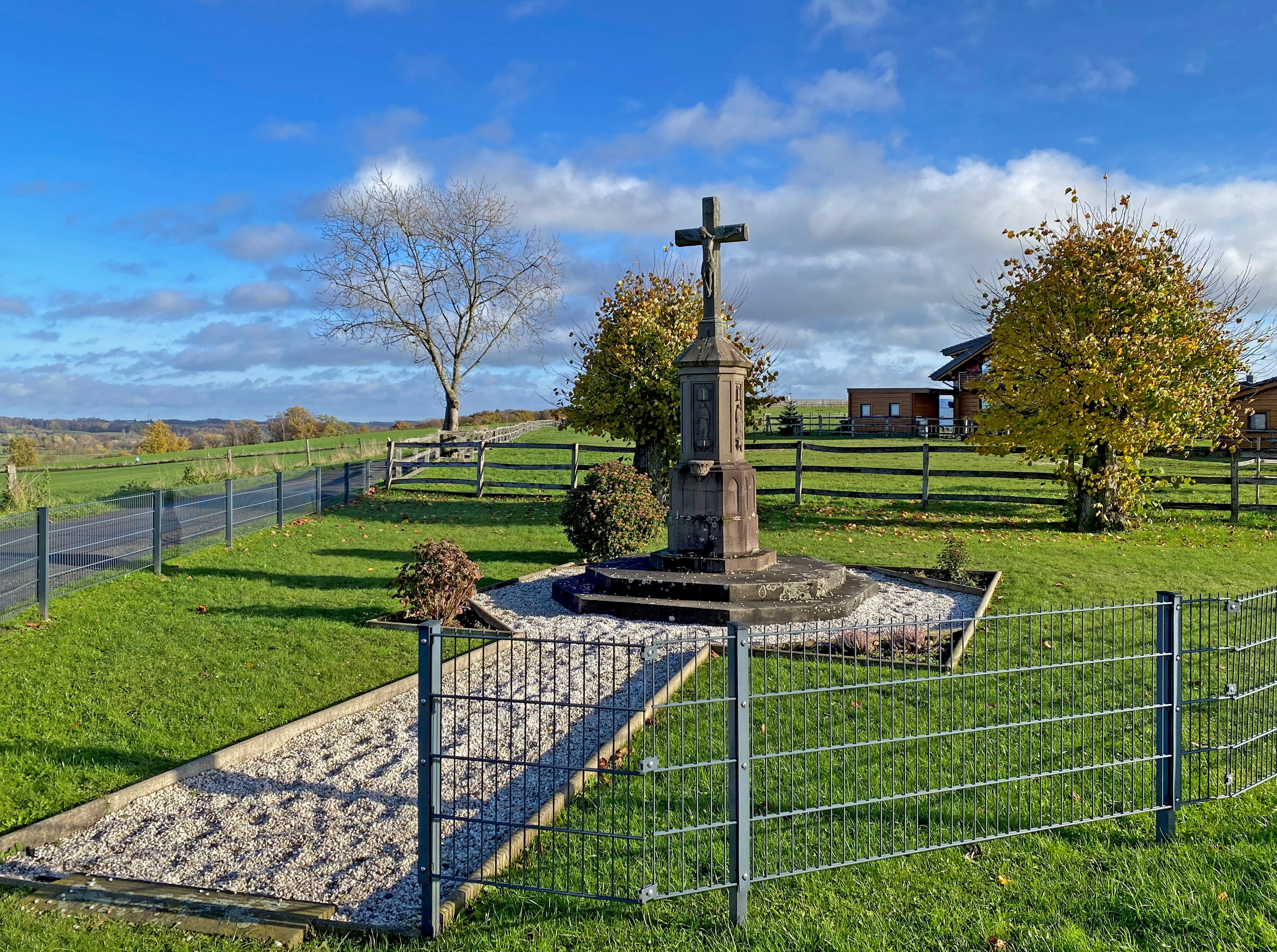
Wegekreuz (1862) Einmündung Höhenstr./Kürtener Str.
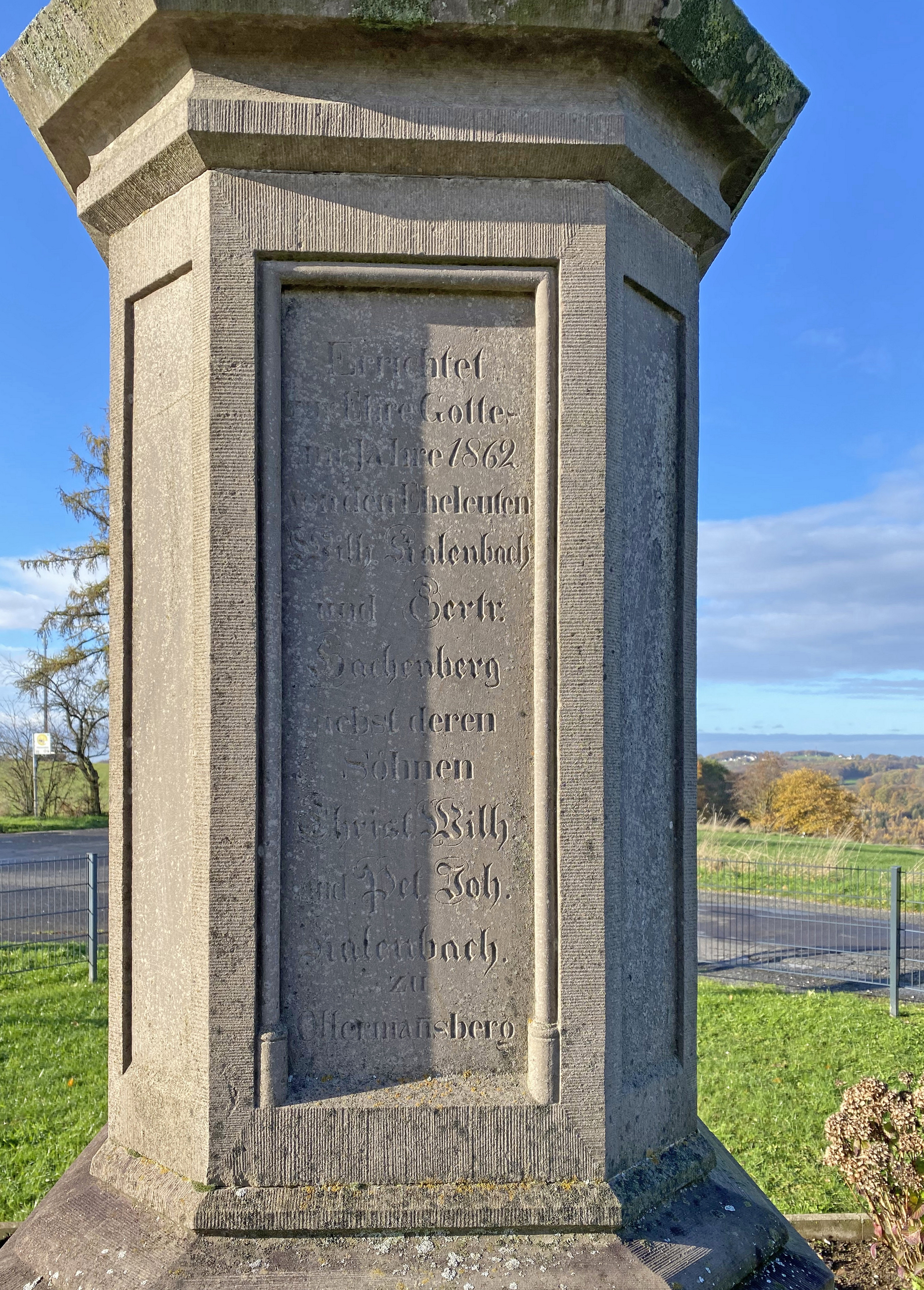
Sockelinschrift des Wegekreuzes